# Перший дивізіон напівпрофесійної ліги
Перший дивізіон напівпрофесійної ліги (малай. Liga Semi-Pro Divisyen 1) — найвища футбольна ліга Малайзії, що існувала з 1989 по 1993 рік, після чого була замінена на Лігу Пердана.

## Історія
Ліга була офіційно створена в 1989 році як перше футбольне змагання напівпрофесійного рівня в Малайзії. У першому сезоні в 1989 році 17 команд брали участь у лізі, розділеній на два дивізіони: дев'ять команд грали у Першому дивізіоні і 8 команд — у Другому. З наступного сезону кількість команд вищого дивізіону зросла до десяти.
Перший дивізіон напівпрофесійної ліги залигався найвищою лігою Малайзі, аж до того, як її замінила професійна Ліга Пердана в 1994 році.

## Переможці
Для перегляду списку усіх чемпіонів Малайзії див. статтю Список чемпіонів Малайзії з футболу.
| Рік  | Чемпіон  | 2-е місце    | 3-е місце      |
| ---- | -------- | ------------ | -------------- |
| 1989 | Селангор | Куала-Лумпур | Кедах          |
| 1990 | Селангор | Сингапур     | Перак          |
| 1991 | Джохор   | Паханг       | Перак          |
| 1992 | Паханг   | Тренгану     | Негрі-Сембілан |
| 1993 | Кедах    | Саравак      | Перак          |